# GECT Karst-Bodva
Le GECT Karst-Bodva, en slovaque « Európske zoskupenie územnej spolupráce Kras-Bodva s ručením obmedzeným » et en hongrois « Karszt-Bódva korlátolt felelősségű európai területi együttműködési csoportosulás », est un groupement européen de coopération territoriale à responsabilité limitée mis en place en 11 février 2009.

## Historique
Le GECT a pour origine l'eurorégion du Karst qui a été créé en 2001.

## Composition
Les membres du GECT sont : Hrušov en Slovaquie, et Perkupa et Varbóc en Hongrie.

## Missions
Le GECT a pour objectif de développer les activités économiques, sociales et environnementales sur ses territoires. Le GECT a pour vocation de :
- soutenir l'esprit d'entreprises, notamment pour les PME, le développement culturel et les échanges transfrontaliers[2].
- protéger l'environnement, et de mettre en place des mécanismes de prévention des risques environnementaux et technologique[2].
- développer la coopération et le partage d'infrastructure, notamment en matière de santé, de culture, de tourisme, et d'éducation[2].

## Sources

## Compléments